# 腓特烈斯塔
腓特烈斯塔（挪威語： 聆听ⓘ）是挪威东福尔郡的市镇。它位于格罗马河的入海口。
腓特烈斯塔与萨尔普斯堡组成挪威第五大的都市地区。根据2006年4月1日挪威统计数据两个城市共有121,097名居民，其中腓特烈斯塔有70,962人，萨尔普斯堡有50,135人。
1567年弗雷德里克二世在萨尔普斯堡被瑞典摧毁后在格洛马河口建造了腓特烈斯塔作为萨尔普斯堡的取代，但是约半数的萨尔普斯堡居民依然留在萨尔普斯堡重建了他们的家园。
市中心位于格洛马河西岸，而东岸的老城则是北欧保存最好的城堡。
腓特烈斯塔过去有一个很大的锯木厂工业，是出口木材的重要港口，后来又有造船工业。1980年代造船厂关闭。目前市内的主要工业是化学工业和其它轻工业。

## 历史
早在新石器时代东福尔郡地区就已经有人居住了。
在北方七年战争中萨斯伯格被焚毁后，丹麥國王弗雷德里克二世下达法令在原地以南15千米处重建城市。相对于旧址来说新城址离海更近，周边的地面也更多，因此其位置比老城市好。腓特烈斯塔这个名称首次在弗雷德里克二世1569年2月6日的一封信里出现。在1644年至1645年挪威-丹麦与瑞典的战争中临时建造的堡垒在1660年代里成为一个固定堡垒。在此后60年中在腓特烈斯塔周围又建造了数道要塞。1735年在格洛马河的西岸建造了一个居民点，后来这个市区的发展比老城要快得多，成为了主要市中心。老城中的大多数建筑在1764年的大火中被毁。
1840年代里木材出口开始在腓特烈斯塔越来越重要。1860年代里河边建造了数个蒸汽锯木厂。1900年代初由于工业木加工的现代化木头出口减少，腓特烈斯塔的工业重点转移到其它方面，后来成为挪威德重要工业中心之一，尤其是造船工业。

## 市徽
腓特烈斯塔的市徽於1967年設計，是一只守卫着一个城堡的熊，源自於一个1610年的印章上的图案。

## 经济
現時腓特烈斯塔的經濟支柱主要來自商业、轻工业和服务业，亦有少量來自木材加工行業。

## 体育
- 足球俱乐部：当地的足球俱乐部

## 名人
- 罗尔德·亚孟森，探险家

## 友好城市
- 丹麦奥尔堡
- 冰岛胡萨维克
- 芬兰科特卡
- 瑞典卡尔斯库加
- 危地马拉帕聪
- 危地马拉圣马丁希洛特佩克
- 中国株洲市

## 图片

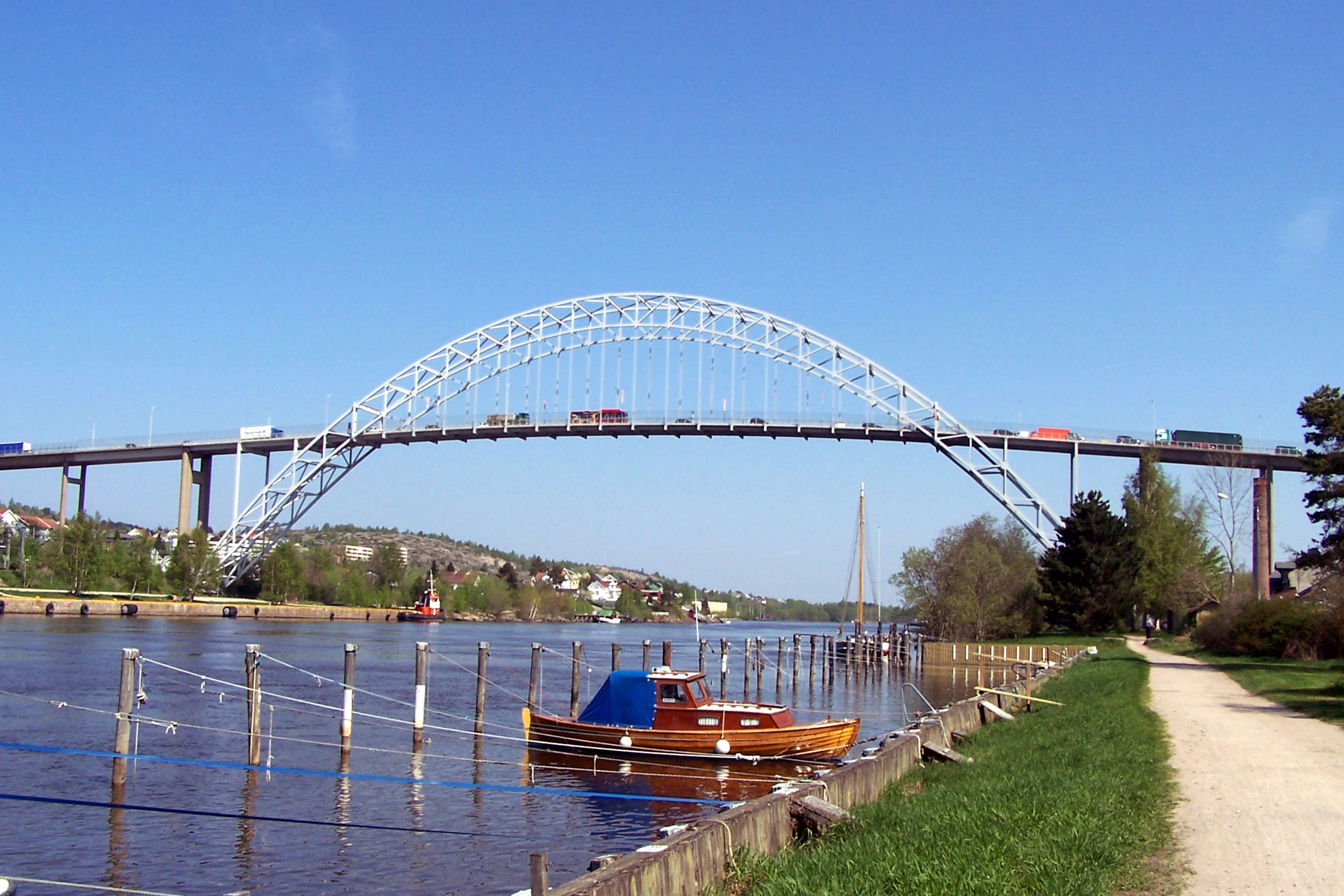
格洛马河（Glomma）大桥
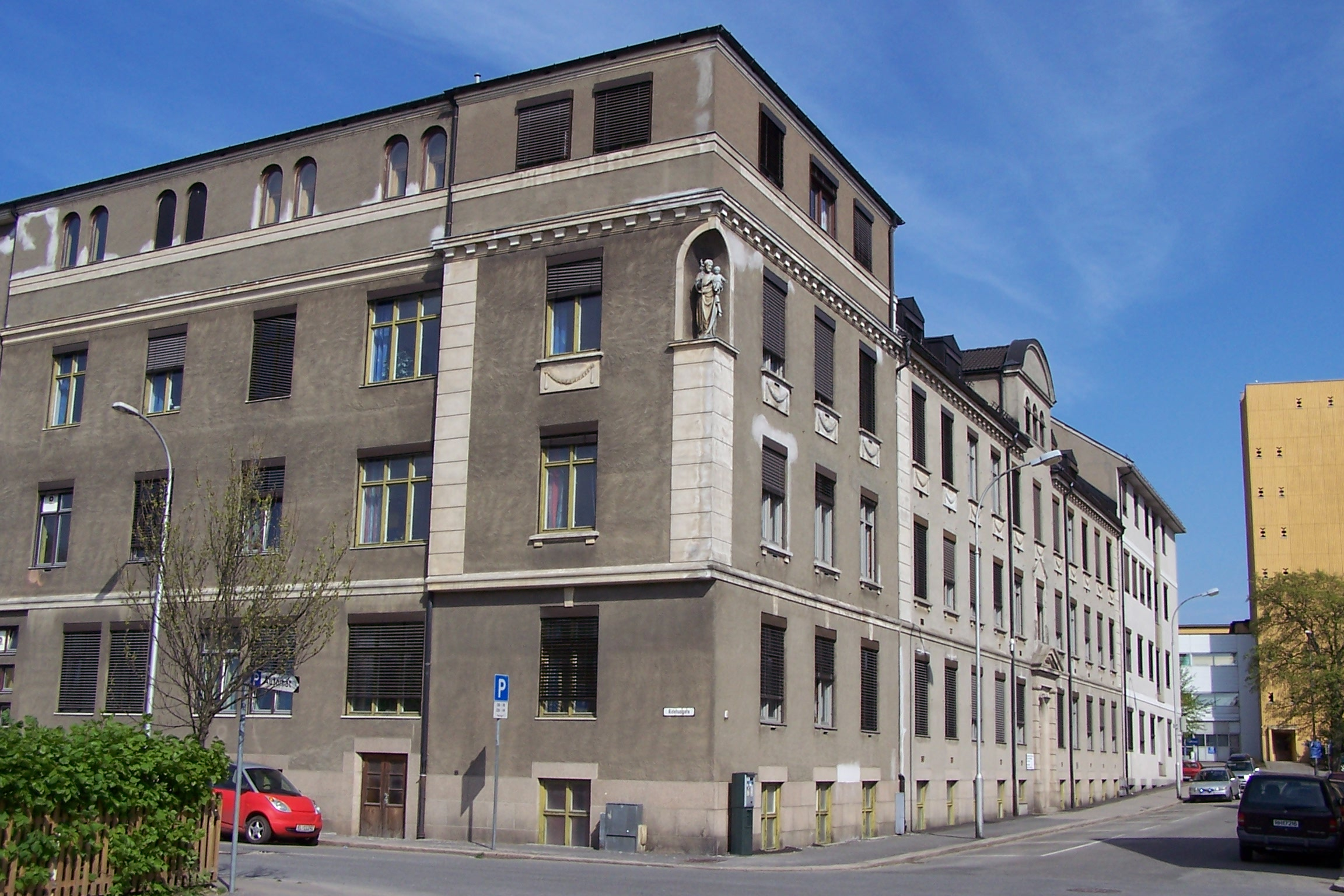
新城的圣若瑟医院
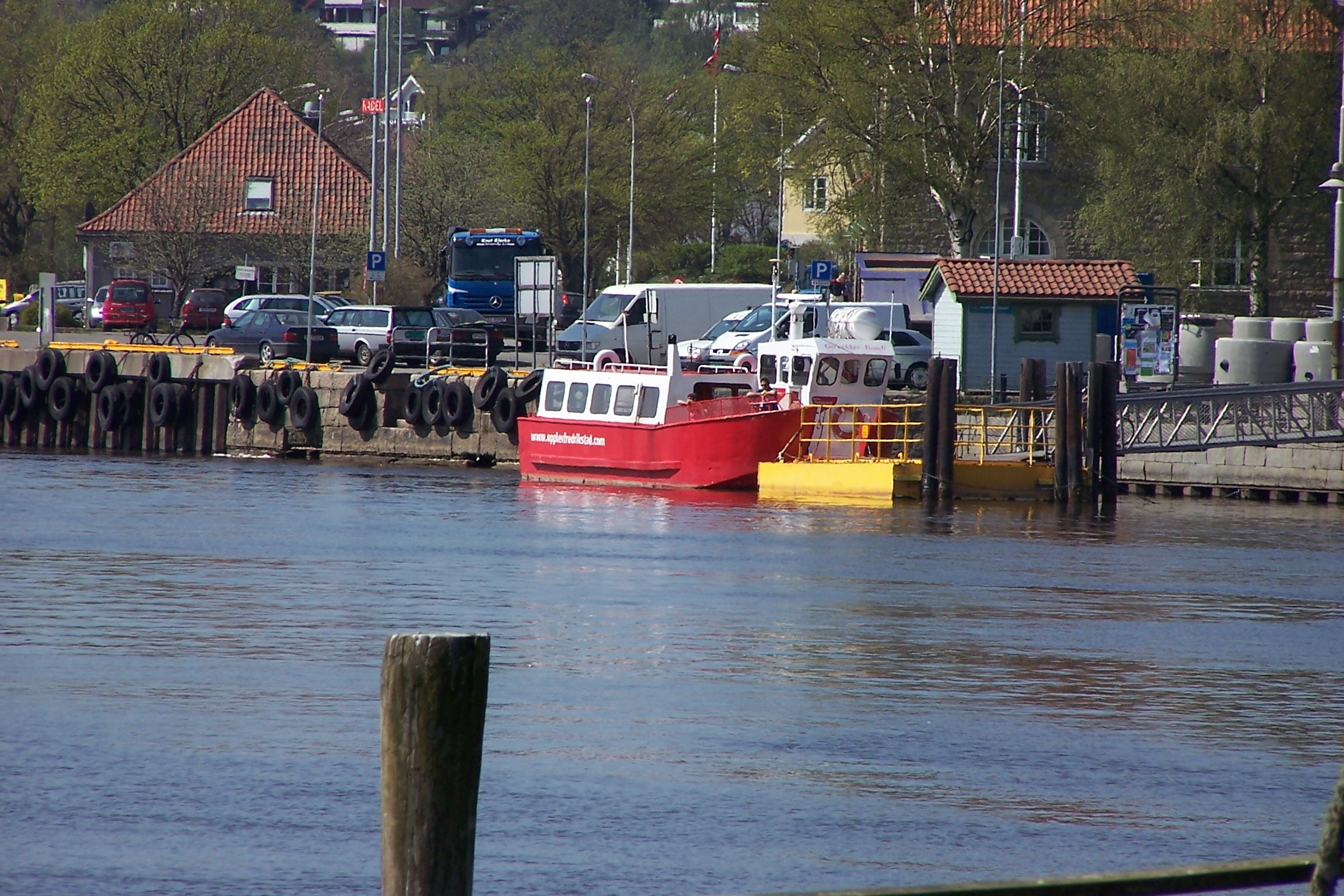
穿梭于格洛马河上的渡轮
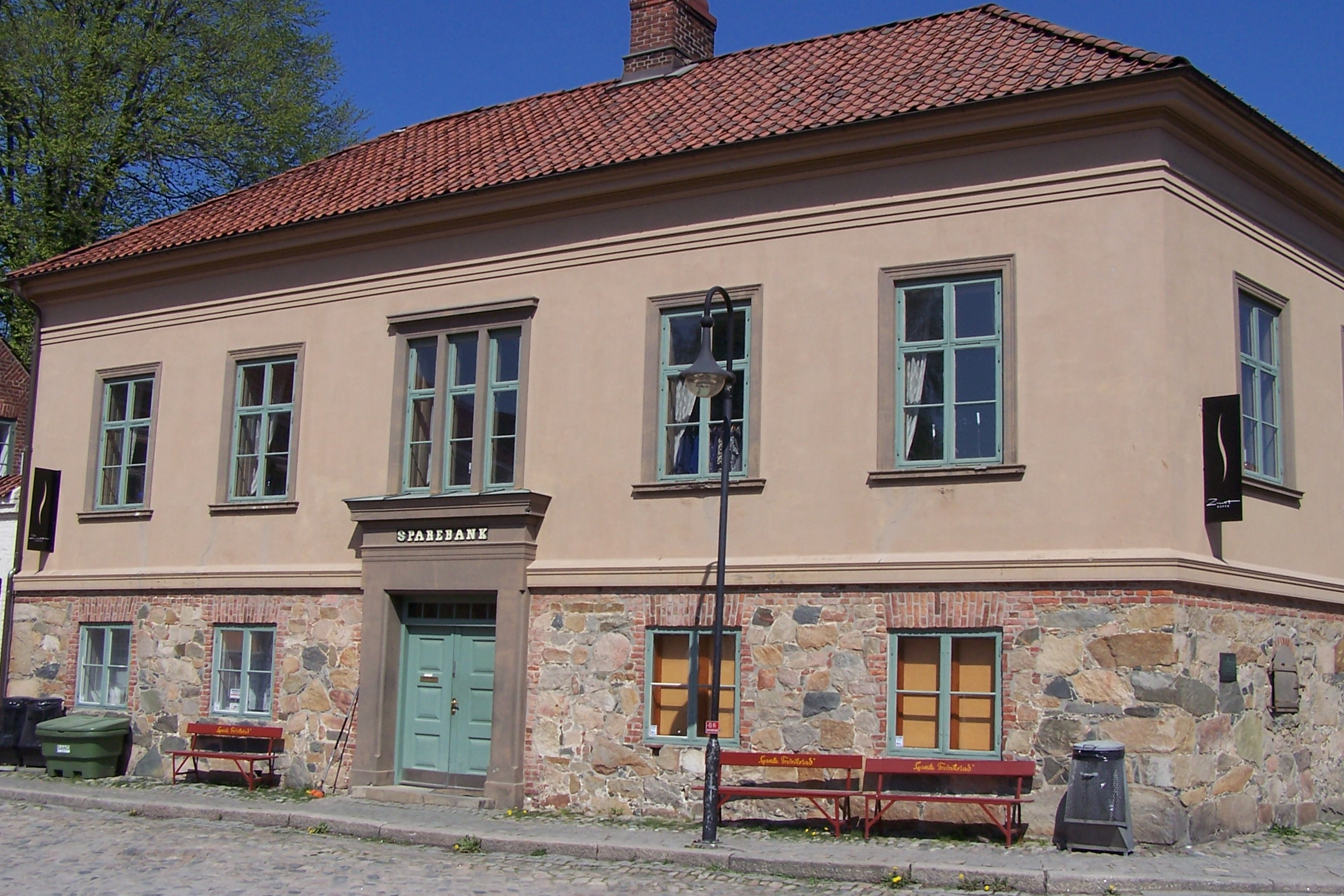
旧城市政府
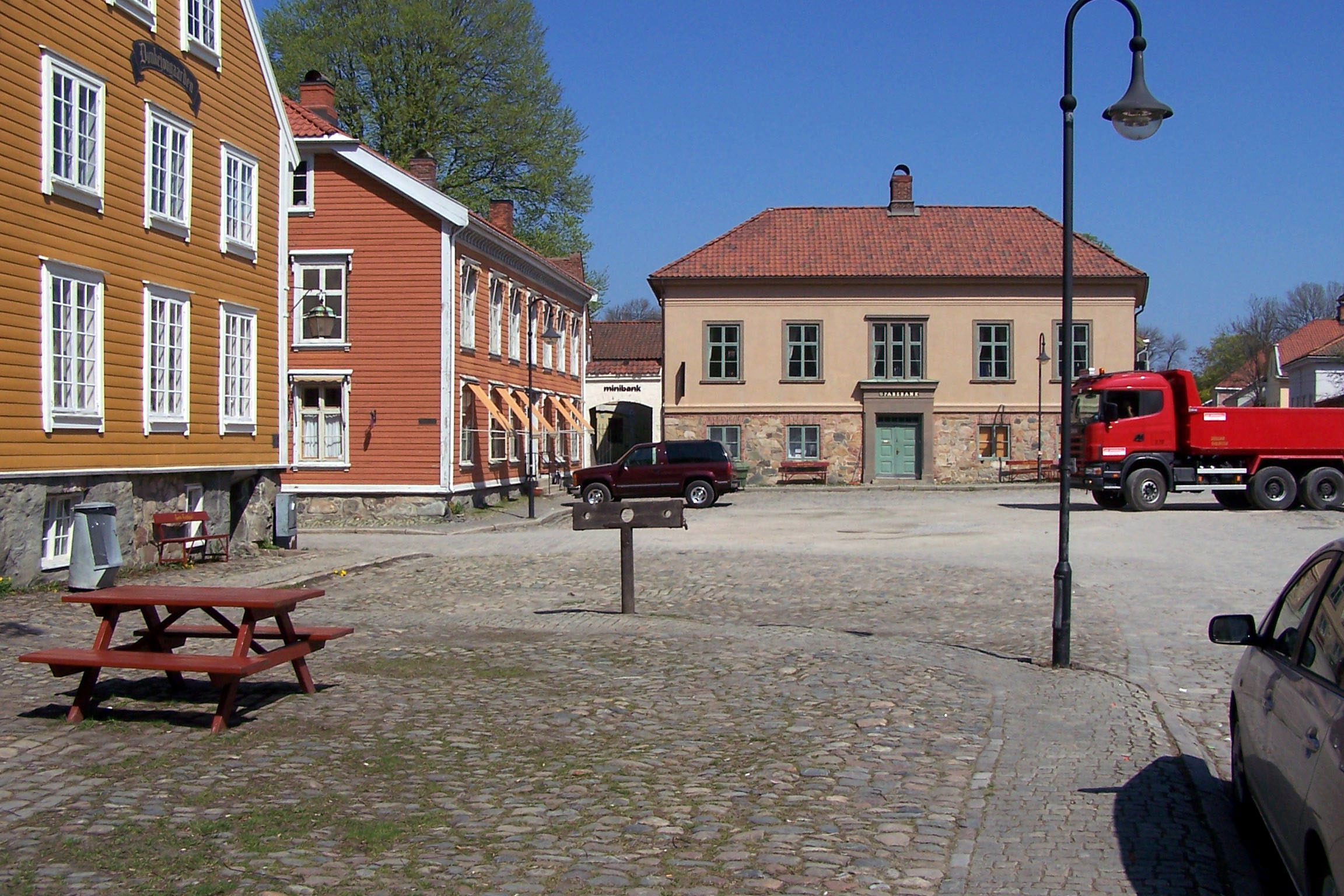
旧城广场